# 薩拉熱窩的羅密歐與茱麗葉
《薩拉熱窩的羅密歐與茱麗葉》（Romeo and Juliet in Sarajevo）是一部加拿大紀錄片，完成於1994年。故事背景在南斯拉夫內戰波士尼亞戰爭期間，號稱二戰之後最為慘烈的薩拉熱窩圍城戰役，一對年輕戀人欲逃離該城，卻被軍隊射殺的真實故事。

## 背景
這對情侶住在波士尼亞的薩拉熱窩。如同波斯尼亞的很多夫婦，他們來自不同信仰背景：男方  是塞爾維亞裔的波士尼亞人，女方  是波士尼亞克裔的回教徒。他們於1993年5月19日，逃離被圍攻的薩拉熱窩時，被殺於Vrbanja橋。因為在交戰雙方都有熟識的人，本來講定在兩人出城期間，雙方協定停火。但兩人踏上橋上時，槍聲突然響起，男方首先中彈身亡，女方稍後亦中彈，她爬向男方，擁住對方屍首，15分鐘後亦氣絕身亡。兩人死時年僅25歲。美國記者Mark H. Milstein當時正好在附近避難，目睹到這對情侶倒下的一刻，他拍下照片，成為當時的國際要聞。他們屍體的照片被多個傳媒刊登，路透社記者庫爾特‧雪爾克把照片用於新聞稿。他們象徵了世上所有受各樣衝突逼迫的人所受之苦。
因為這對情侶倒下的地點正好是交戰雙方僵持的戰場，波斯尼亞和塞爾維亞軍隊均指是對方開槍，曝屍8日後才被塞爾維亞軍隊清理。至今尚無確實證據指出，到底是由哪一方開槍射殺。1996年4月16日，兩人的遺體才重回塞拉耶佛。夫婦現在和其他在薩拉熱窩包圍戰中無辜被害的死者安葬在獅子墳場。
二人的故事由美國公共電視網、加拿大廣播公司和加拿大國家電影局於1994年製成紀錄片。
香港歌手鄭秀文主唱的《薩拉熱窩的羅密歐與茱麗葉》同樣以此事為背景。